# Lietavská Lúčka
Lietavská Lúčka (Hongaars: Litvailló) is een Slowaakse gemeente in de regio Žilina, en maakt deel uit van het district Žilina.
Lietavská Lúčka telt 1.792 inwoners.